# Robert Aron
Robert Aron (* 25. Mai 1898 in Le Vésinet, Département Seine-et-Oise; † 19. April 1975 in Paris) war ein französischer Historiker und Essayist, der 1974 Mitglied der Académie française wurde.

## Leben
Nach dem Besuch des Lycée Condorcet diente er während des Ersten Weltkrieges in den Streitkräften und wurde für seine Verdienste mit dem Croix de guerre 1914–1918 ausgezeichnet. Nach dem Ende des Krieges studierte er an der Philosophischen Fakultät der Universität von Paris und schloss dieses Studium mit der Agrégation ab. Nach Abschluss des Studiums engagierte er sich in literarisch-intellektuellen Kreisen und gründete 1926 gemeinsam mit Antonin Artaud und Roger Vitrac in Paris das Alfred-Jarry-Theater.
Aron verfasste ab den 1930er Jahren zahlreiche Werke und gehörte vor dem Zweiten Weltkrieg zusammen mit Arnaud Dandieu, Emmanuel Mounier, Denis de Rougemont, Daniel-Rops, Alexandre Marc und anderen zu einem Kreis junger Franzosen, die die Opposition gegen die neuen europäischen rechts- und linksextremen Diktaturen suchten, weil diese deren demokratische Gedanken gefährdeten. Begründet durch diese Ideen leitete er gemeinsam mit Dandieu die Zeitschrift L’Ordre nouveau und verfasste mit diesem auch eine Reihe von beachteten Essays.
Nachdem er während des Zweiten Weltkrieges mehrmals von Deutschen und Spaniern verhaftet worden war, ging er nach Algier, wo er Mitarbeiter der Regierungen von Henri Giraud und danach von Charles de Gaulle wurde. Nach dem Ende des Zweiten Weltkrieges engagierte er sich in der 1944 gegründeten Mouvement fédéraliste français, einer Bewegung, die für einen föderalen französischen Staat in einem Europa der Nationen eintrat.
Mitte der 1950er Jahre befasste er sich zunehmend mit Zeitgeschichte und verfasste Werke wie Histoire de Vichy (1954), Histoire de la Libération (1959) und Histoire de l’Épuration (1967 bis 1969), eine vierbändige Abhandlung über die Commission d’Épuration. In weiteren Büchern befasste er sich mit Fragen der Religion sowie mit der kritischen Auseinandersetzung mit dem Christentum. Sein bekanntestes Werk Les années obscures de Jésus (1960) wurde mit dem Prix Femina Vacaresco ausgezeichnet und ins Englische, Italienische, Deutsche, Niederländische, Norwegische und Schwedische übersetzt.
Am 7. März 1974 wurde er als Nachfolger von Georges Izard zum Mitglied der Académie française gewählt und nahm dort bis zu seinem Tod den 32. Sessel (Fauteuil 32) ein. Robert Aron war außerdem Offizier der Ehrenlegion.

## Veröffentlichungen
- Le cancer américain, 1931
- Décadence de la nation française, 1931
- La révolution nécessaire, 1934
- Victoire à Waterloo, 1937
- Principes du fédéralisme, Mitautor Alexandre Marc, 1948
- Retour à l’Éternel, 1950
- Le Piège où nous a pris l’Histoire (chronique 1940-1944), 1950
- Portrait de Jésus, 1951
- Histoire de Vichy, Mitautorin Georgette Elgey, 1954
- Ce que je crois, 1955
- Histoire de la Libération de la France, Mitautor Y. Ganrier-Rizet, 1959
- Les années obscures de Jésus, Mitautor S. Raymond-Weil, 1960
- Les origines de la guerre d’Algérie, Mitautoren J. Feller, F. Lavagne und Y. Garnier-Rizet, 1962
- Les grands dossiers de l’Histoire contemporaine, 1962
- Nouveaux grands dossiers de l’Histoire contemporaine, 1963
- Histoire de Dieu, Mitautor S. Raymond-Weil, 1963
- Charles de Gaulle, 1964
- Histoire de l’épuration, 4 Bände, Mitautor Y. Garnier-Rizet, 1967 bis 1969
- Ainsi priait Jésus enfant, Mitautor S. Raymond-Weil, 1968
- L’histoire contemporaine depuis 1944, 1969
- Le socialisme français face au marxisme, 1971
- Discours contre la méthode, 1974
- Léopold III ou le choix impossible, 1977
- ... Où souffle l’esprit : Judaïsme et chrétienté, 1979
- Fragments d’une vie, 1981